# 大矢正
大矢 正（おおや ただし、1925年1月25日 - 1983年1月1日）は、日本の政治家、参議院議員（3期、日本社会党）。

## 経歴
北海道出身。日本大学で学ぶ。北海道炭礦汽船に入り、戦後は労働運動に加わり、北海道炭礦汽船労組委員長、北海道炭労委員長となる。1956年の第4回参議院議員通常選挙で北海道から日本社会党公認で立候補して初当選した。以来3期務める。この間参議院文教委員長、同石炭対策委員長、同公害対策及び環境保全特別委員長などを歴任した。1974年の第10回参議院議員通常選挙に出馬せず引退。
1983年1月1日死去、58歳。死没日をもって勲二等旭日重光章追贈、正四位に叙された。